# Belle of the Boulevard
Belle of the Boulevard è un singolo del gruppo emo-pop Dashboard Confessional pubblicato nel 2009